# Маріїнськ (Республіка Алтай)
Маріїнськ (рос. Мариинск) — село Шебалінського району, Республіка Алтай Росії. Входить до складу Ільїнського сільського поселення.
Населення — 191 особа (2015 рік).